# 东海
東海，又稱東中國海、琉球海，是指長江出海口以南、歐亞大陸以東的大片海域，為太平洋西部的陸缘海之一。南接台灣海峽，北臨黃海以长江口北侧与韩国济州岛的连线为界，東臨太平洋，以日本九州和琉球群島為界。東海的面積是70餘萬平方公里，平均水深約在1千餘米，最深處接近日本冲繩本島西側的中琉界沟，為2,700米。鹽度爲31-32‰，東部爲34‰。海水溫度平均9.2°C。冬季南部水溫在20°C以上。整個海區介于北緯23°00′～33°10′，東經117°11′～ 131°00′之間。

## 歷史名稱沿革
- 中國自古以來至元朝年間，稱此海域為東海。
- 明朝時，此海稱為大明海（請參照《坤輿萬國全圖》）
- 元明之後，華夏大陸漸有中土之稱，此海域漸稱為東中國海直到現在。
- 現下周邊國家各有表述，中國稱東海，韓國稱南海，昔琉球尚氏稱琉球海。日本在二次大戰前普遍以表記，現今則使用，將支那一詞改以片假名表示。

## 地理資訊
黑潮暖流（日本暖流）在台灣東側迴流北上至日本列島，根據調查研究，該暖流有一分支即台灣暖流在巴士海峽進入台灣海峽而後北上進入東海，另有一分支（被中國学者命名為黄海暖流）進入東海北部，影響到黄海。
與渤海和黃海相比，東海有較高的水溫和較大的鹽度，潮差6米—8米，水呈藍色。又因東海屬於亞熱帶和溫帶氣候，利於浮遊生物的繁殖和生長，是各種魚蝦繁殖和棲息的良好場所，也是中國周邊海洋生産力最高的海域。
東海的優良港灣很多，如上海港位於長江下游黃浦江口，航道深闊，水量充沛，江內風平浪靜，適合巨輪停泊。
黄海南界即长江口以北江苏省启东市的启东角与韩国济州岛西南角的连线与东海分隔
中國大陸廣東省南澳島與台灣南端鵝鑾鼻的連線是東海與南海的分界線。
東海的海灣以杭州灣最大，流入東海的河流有長江、錢塘江、閩江及濁水溪等。中國流入東海的江河，長度超過百公里的河流有40多條，其中長江、錢塘江、甌江、閩江等四大水系是注入東海的主要江河。因而，東海形成一支巨大的低鹽水系，成爲中國近海營養鹽比較豐富的水域，其鹽度在34‰以上。因東海位隅亞熱帶，年平均水溫20℃—24℃，年溫差7℃—9℃。
東海66%的面積爲大陸棚，寬度超過600公里。東海的東部爲弧狀的大陸坡與沖繩海槽，最深處在台灣島東北部，深達2322米。大陸坡長1100公里，平均寬35公里。遠離大陸的大陸坡上發育有衆多深切大陸坡的海底峽谷，其規模往往超過陸地上河流形成的大峽谷。在中國東海的中、南部大陸坡上，已發現有超過14條規模不等的海底峽谷，長10—50公里，寬1—15公里，下切深度50—500米，平面形狀呈鵝掌形、樹枝形或蛇曲形，有的海底峽谷一直延伸到沖繩海槽底。

## 自然資源
廣闊的東海大陸棚海底平坦，過往水質優良，又有多種水團交彙，爲各種魚類提供良好的繁殖、索餌和越冬條件。東海是中國最主要的良好漁場，曾盛産大黃魚、小黃魚、帶魚和墨魚，但該四種魚類現在已因過度捕魚而在東海瀕臨滅絕。舟山群島附近的漁場曾被稱爲中國海洋魚類的寶庫。但是到2010年代環境污染和過度捕撈已引致東海漁場出現水域荒漠化。
在東海大陸架上蘊藏著極爲豐富的石油資源。中國從1974年開始就在東海進行石油、天然氣勘測，並發現了多個油田，在東海陸架盆地西湖凹陷區域有春曉、平湖、殘雪、斷橋、天外天等油氣田，占地面積達2.2萬平方公里。探明的天然氣儲量達700億立方米以上。

## 主權爭端
在东中国海大陆架上蕴藏着极为丰富的石油资源，而且是中華人民共和国（中國大陸）、日本國、大韓民國、中華民國（臺灣）等各方的海洋战略要地。该海域存在着台湾、日本、中國大陸三方的釣魚臺列嶼（日本稱之為尖阁诸岛）及附近海域归属问题；以及中日东海油气田问题；中韩专属经济区划界问题和苏岩礁（离於岛）问题。

## 面對東海的各國行政區
- 中华人民共和国
  - 江蘇省、上海市、浙江省、福建省
- 中華民國
  - 新北市、臺灣省基隆市、福建省連江縣
- 日本
  - 沖繩縣、鹿兒島縣、熊本縣、長崎縣

- - 濟州特別自治道

## 圖集

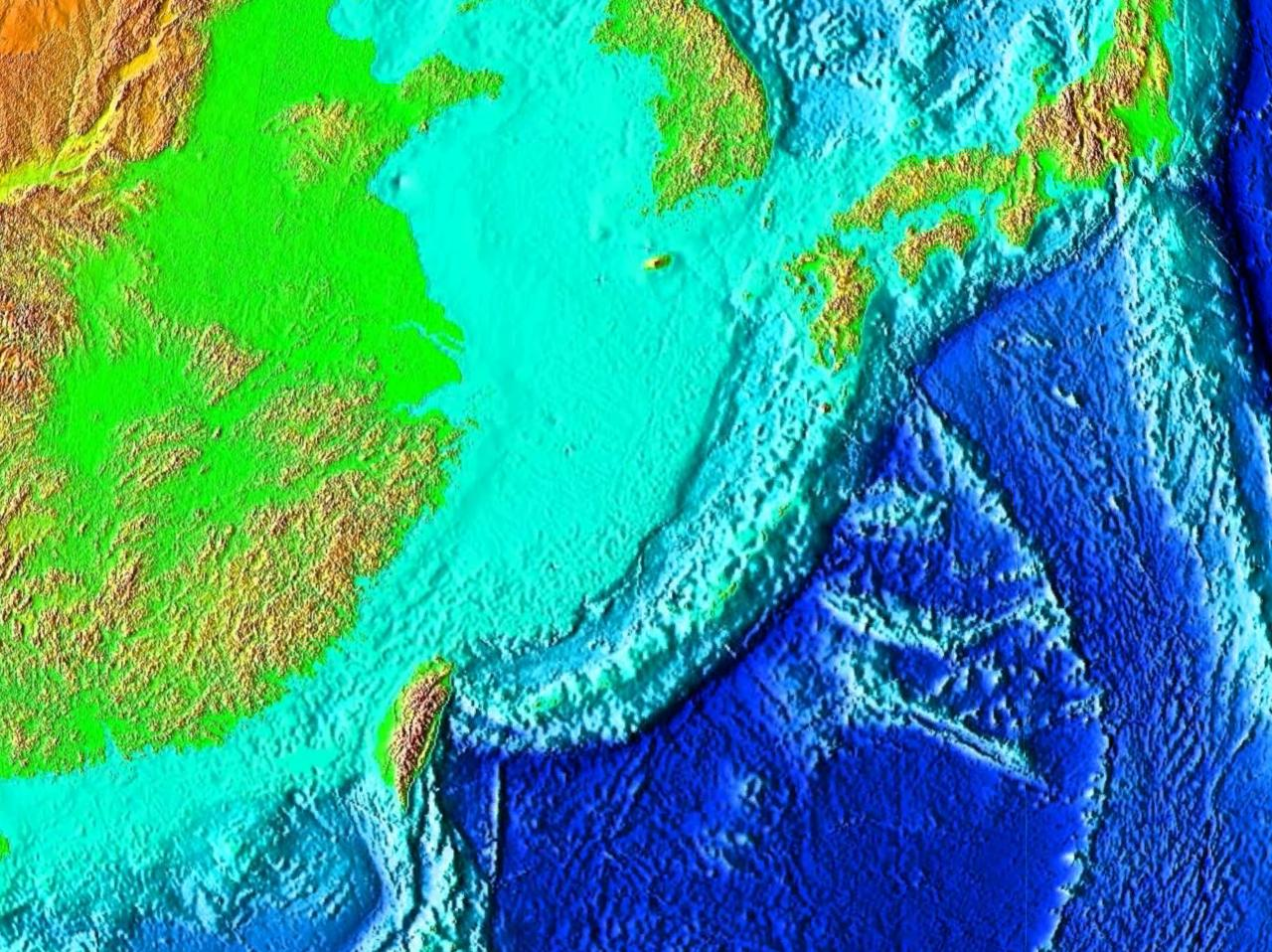
圖中中央部份淺藍色的為東中国海
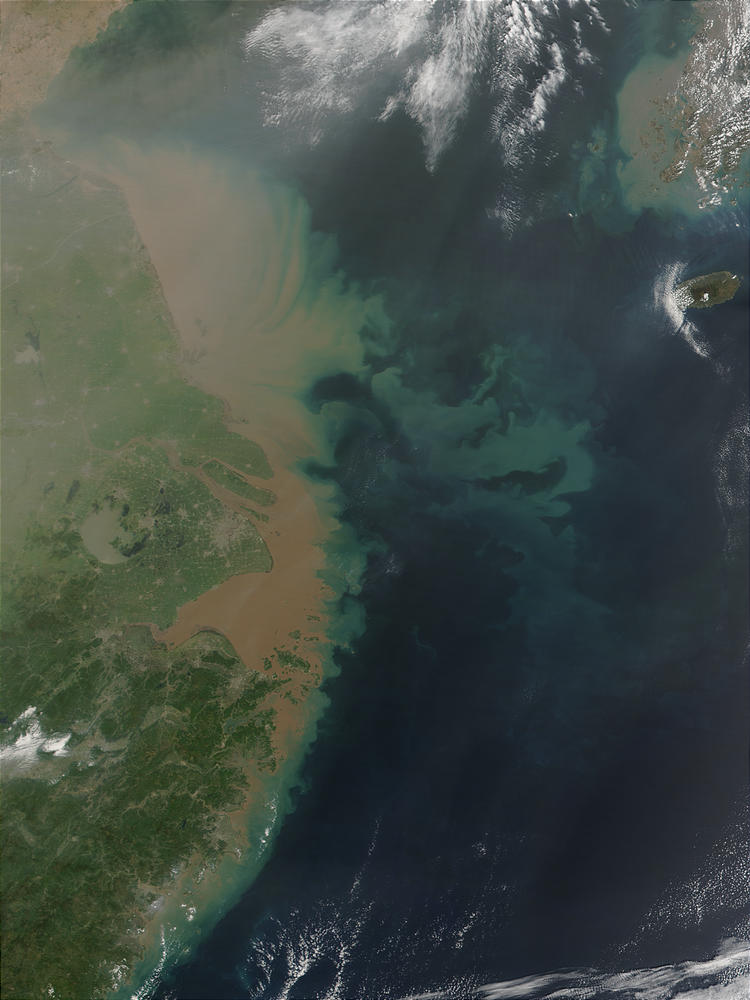
衛星照片
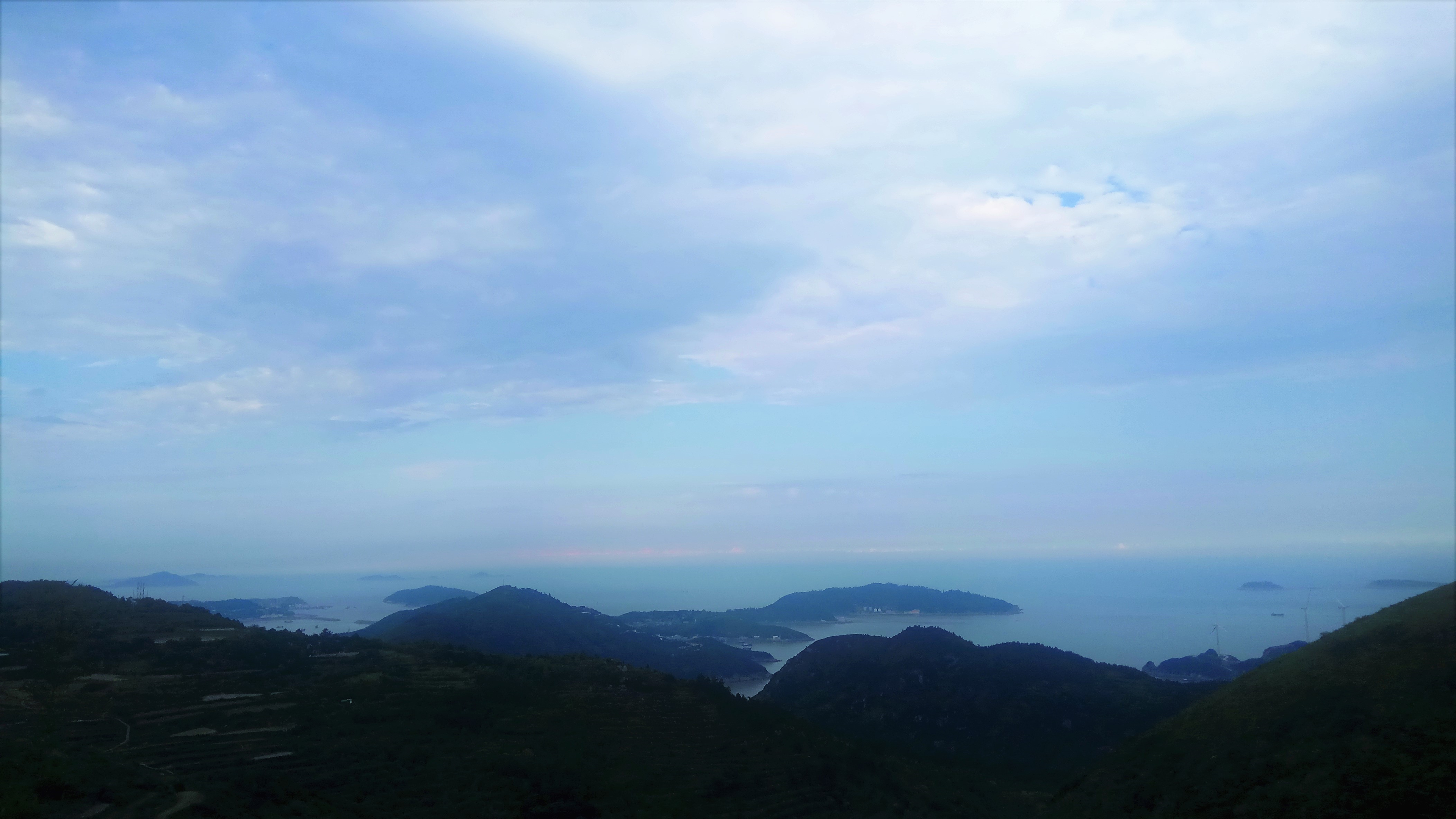
在浙江的一座山上眺望东海近海
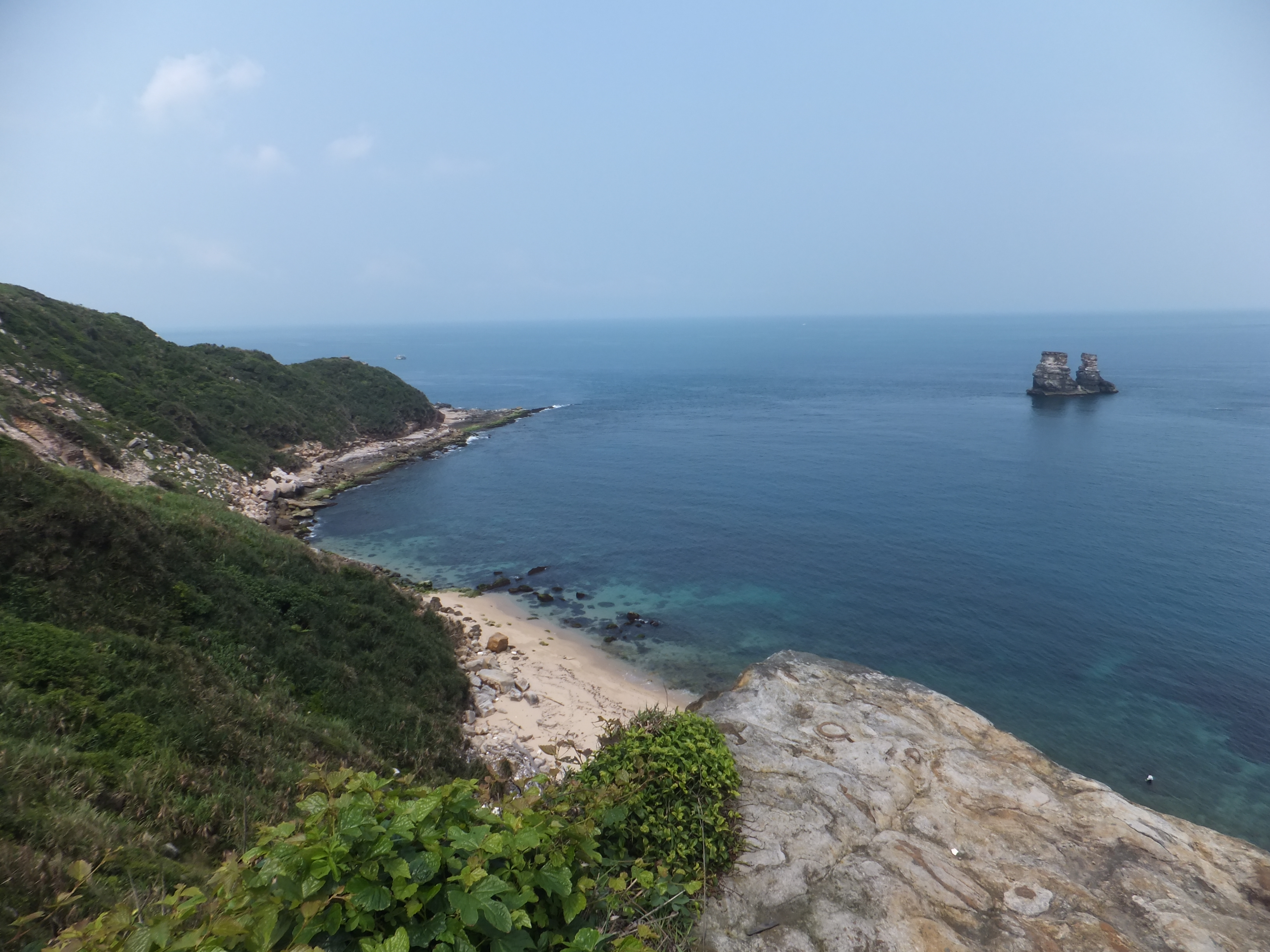
在台灣新北市金山區的濱海公路旁眺望东海近海